# Roodstaartmeerkat
De roodstaartmeerkat of konga-witneusmeerkat (Cercopithecus ascanius)  is een soort van het geslacht echte meerkatten (Cercopithecus). De wetenschappelijke naam van de soort werd voor het eerst geldig gepubliceerd door Audebert in 1799.

## Voorkomen
De soort komt voor in Angola, Burundi, Centraal Afrikaanse Republiek, Democratische Republiek Congo, Kenia, Oeganda, Rwanda, Tanzania, Zambia en Zuid-Soedan.

## Ondersoorten
De soort heeft vijf ondersoorten:
- Cercopithecus ascanius ascanius (Audebert, 1799) – komt voor in noordelijk Angola en zuidwestelijk Congo-Kinshasa (ten zuiden van de Kasaï-rivier).
- Cercopithecus ascanius atrinasus Machado, 1965 – slechts bekend van één locatie in het noorden van Angola.
- Cercopithecus ascanius katangae Lönnberg, 1919 – komt voor in Noordwest-Zambia, Noordoost-Angola en Zuid-Congo-Kinshasa ten oosten van de Kasaï-rivier.
- Cercopithecus ascanius schmidti Matschie, 1892 – komt voor in Zuid-Soedan, Centraal-Afrikaanse Republiek, Kenia, Oeganda, Burundi, Rwanda, Tanzania en Congo-Kinshasa ten noorden en oosten van de Congo-rivier.
- Cercopithecus ascanius whitesidei Thomas, 1909 – komt in Congo-Kinshasa, tussen de Congo- en Kasaï-Sankuru-rivieren.